# ウェストウォリック (ロードアイランド州)
ウェストウォリック（英: West Warwick）は、アメリカ合衆国ロードアイランド州のケント郡にある町。人口は3万1012人（2020年）。
ウェストウォリックは1913年に法人化された、州内では最も若い町である。その1913年以前、ポータクセット川の西岸にあるこの町は、大きな町のウォリックの人口でも工業でも中心だった。当時の地元民主党政治家がその権力を確固たるものにし、町内東部の共和党が支配的な農地が多い部分とは別にしようと考えたので、町が分割された。

## 歴史
現在ウェストウォリックとなっている地域は、ポータクセット川の北支流と南支流の岸に沿って、アメリカ合衆国でも最初期の繊維工場が並んだ場所だった。これらの小さな工場村は北アメリカにおける繊維産業の初期発展に重要な役割を果たした。1809年に独立戦争の英雄クリストファー・リピットが設立したリピット・ミルがこの地域でも最初期の工場だった。
2003年2月20日、ハードロックバンドのグレイト・ホワイトのコンサート時に、屋内で使われたパイロテクニクスで、ステーション・ナイトクラブの火災が起きた。この火事で100人が死亡した。火事は建造から70年以上経っていた平屋木造の建物で発生した。それまではイタリアン・レストランとして使われ、第二次世界大戦中には、近くのクォンセットポイント海軍航空基地の水兵に人気のある溜まり場となっていた。
2010年、豪雨のためにポータクセット川の水位が洪水線よりも12フィート (3.6 m) 高い21フィート (6.3 m) まで上がり、町の大半が水に浸かった。

## 地理
アメリカ合衆国国勢調査局に拠れば、町域全面積は8.1平方マイル (21.0 km2)であり、このうち陸地7.9平方マイル (20.5 km2)、水域は0.2平方マイル (0.5 km2)で水域率は2.22%である。座標では北緯41度41分53秒 西経71度31分5秒 / 北緯41.69806度 西経71.51806度 (41.698, −71.518)に位置している。
ウェストウォリック町内には以下のビレッジが入っている。
- アークティック、元はジェリコと呼ばれていた、ウェストウォリック町の行政用建物の大半がある町の中心
- センタービル
- クライド
- クロンプトン
- リピット、1809年に建設された歴史あるリピット・ミルがある
- ナティック、町の北東部にある地区
- フェニックス、町の北西隅にある。1870年代に建設されたウィリアム・B・スペンサーの家があり、現在はアメリカ合衆国国家歴史登録財に指定されている。ポルトガル出身者の多い地域となった
- リバーポイント、歴史あるロイヤル・ミルズがあり、ホーガン小学校もある
- ウェスコット、町の北部にある。かつてウェスコット鉄道が交差していた

## 人口動態

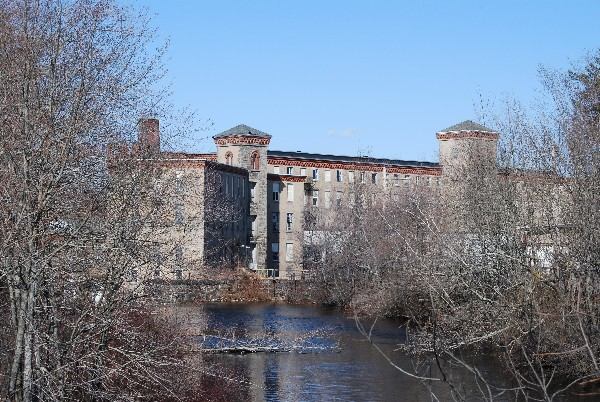
歴史あるセンタービル・ミル

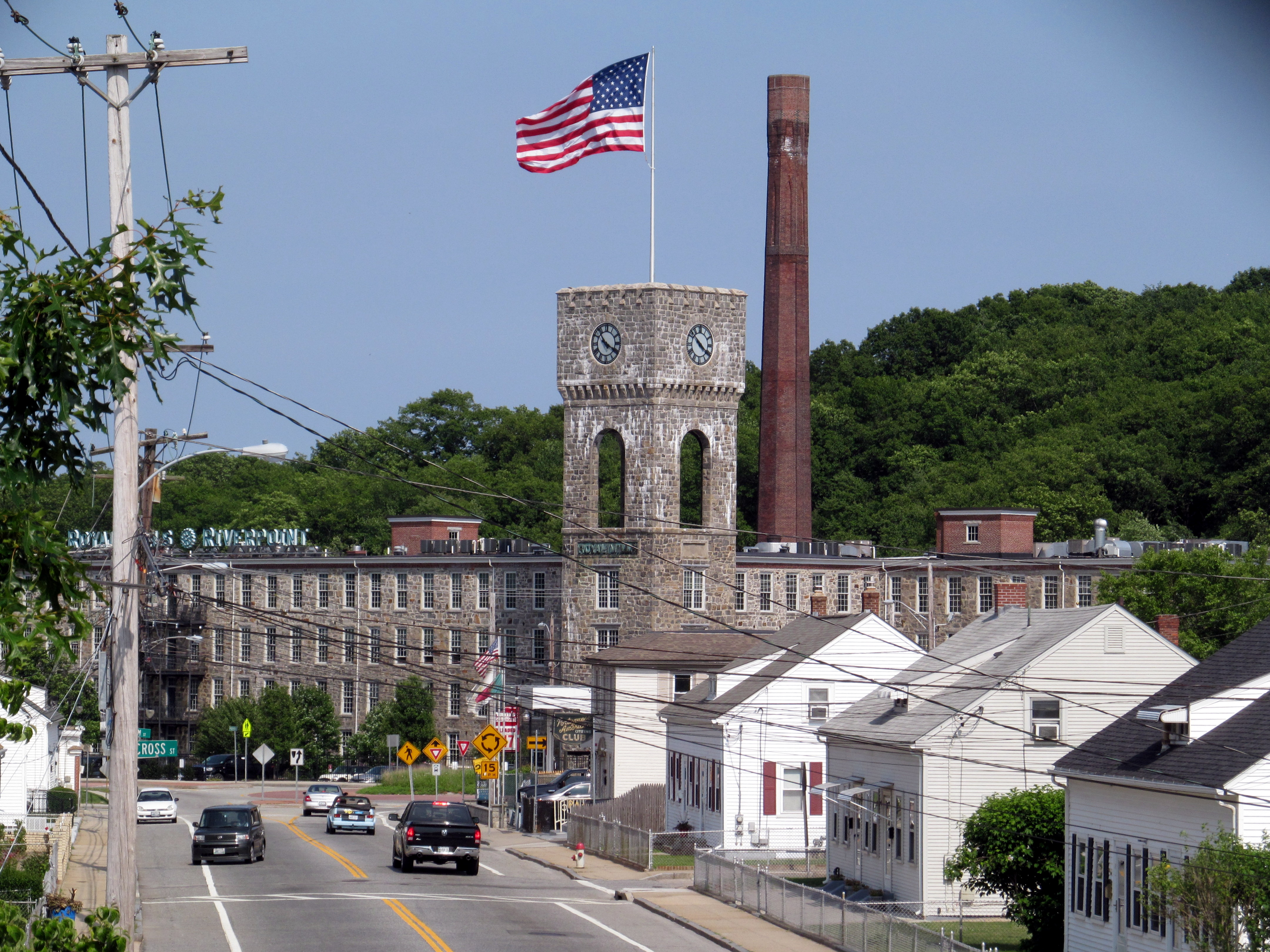
東メインストリートとロイヤル・ミル

以下は2000年国勢調査による人口統計データである。
| 基礎データ - 人口: 29,581 人 - 世帯数: 12,498 世帯 - 家族数: 7,698 家族 - 人口密度: 1,440.3人/km2（3,728.7 人/mi2） - 住居数: 13,186 軒 - 住居密度: 642.0軒/km2（1,662.1 軒/mi2） 人種別人口構成 - 白人: 93.78% - アフリカン・アメリカン: 1.11% - ネイティブ・アメリカン: 0.35% - アジア人: 1.42% - 太平洋諸島系: 0.02% - その他の人種: 1.44% - 混血: 1.88% - ヒスパニック・ラテン系: 3.10% 年齢別人口構成 - 18歳未満: 22.4% - 18-24歳: 9.5% - 25-44歳: 32.0% - 45-64歳: 24.0% - 65歳以上: 14.1% - 年齢の中央値: 36歳 - 性比（女性100人あたり男性の人口） - 総人口: 99.7 - 18歳以上: 99.3 | 世帯と家族（対世帯数） - 18歳未満の子供がいる: 28.0% - 結婚・同居している夫婦: 44.4% - 未婚・離婚・死別女性が世帯主: 13.1% - 非家族世帯: 38.4% - 単身世帯: 31.2% - 65歳以上の老人1人暮らし: 10.7% - 平均構成人数 - 世帯: 2.35人 - 家族: 2.97人 収入と家計（2000年データ） - 収入の中央値 - 世帯: 39,505米ドル - 家族: 47,674米ドル - 性別 - 男性: 35,128米ドル - 女性: 26,720米ドル - 人口1人あたり収入: 20,250米ドル - 貧困線以下 - 対人口: 11.2% - 対家族数: 9.2% - 18歳未満: 17.9% - 65歳以上: 11.0% |

## 観光
1810年に造られたリピット・ミルはアメリカ合衆国国家歴史登録財に指定されている。ロードアイランド州でも最初期の繊維工場である。1809年に設立され、現在のダムは1889年に建造された。ロードアイランド州ばかりでなく、アメリカ合衆国でも最古級で現在も製造に使われている繊維工場である。その他にも、当初ブラッドフォード石鹸工場は1800年代のものであり、現在も使われている。

## 町政府
ウェストウォリックは町政委員会・マネジャー方式の政府を採用している。町政委員は5人であり、それぞれが商船区の代表である。委員の任期は2年間である。